# 哈伯格倫德河
50°24′32″N 10°48′18″E / 50.408867°N 10.804963°E
哈伯格倫德河是德國的河流，位於該國東南部，由巴伐利亞負責管轄，屬於威拉河的左支流，河道全長11.7公里，流域面積35.2平方公里，河口處在法伊爾斯多夫。